# Torneo de Lyon 2018
El Open Parc Auvergne-Rhône-Alpes Lyon 2018 fue un torneo de tenis en polvo de ladrillo al aire libre que se celebró en Lyon, Francia, del 20 al 28 de mayo de 2018. Fue la 2.ª edición del Open Parc Auvergne-Rhône-Alpes Lyon, y es parte del ATP World Tour 250 series del 2018.

## Distribución de puntos
| Modalidad            | Campeón | Finalista | Semifinales | Cuartos de final | 2ª ronda | 1ª ronda | Clasificados | 2ª ronda de clasificación | 1ª ronda de clasificación |
| Individual masculino | 250     | 165       | 100         | 50               | 25       | 0        | 13           | 7                         | 0                         |
| Dobles masculino     | 250     | 150       | 90          | 45               | 20       | 0        | -            | -                         | -                         |

## Cabezas de serie

### Individuales masculino
| Tenista          | Ranking | Preclasificado |
| Dominic Thiem    | 8       | 1              |
| John Isner       | 9       | 2              |
| Jack Sock        | 14      | 3              |
| Hyeon Chung      | 20      | 4              |
| Adrian Mannarino | 27      | 5              |
| Gaël Monfils     | 39      | 6              |
| João Sousa       | 47      | 7              |
| John Millman     | 58      | 8              |

- Ranking del 14 de mayo de 2018.[2]

### Dobles masculino
| Tenista                                | Ranking | Preclasificado |
| Aisam-ul-Haq Qureshi Jean-Julien Rojer | 42      | 1              |
| Rohan Bopanna Édouard Roger-Vasselin   | 50      | 2              |
| Julio Peralta Horacio Zeballos         | 69      | 3              |
| Marcin Matkowski Ben McLachlan         | 70      | 4              |

## Campeones

### Individual masculino
Dominic Thiem venció a  Gilles Simon por 3-6, 7-6(7-1), 6-1

### Dobles masculino
Nick Kyrgios /  Jack Sock vencieron a  Roman Jebavý /  Matwé Middelkoop por 7-5, 2-6, [11-9]